# Illinoiano
Lo stadio Illinoiano è il nome usato dai geologi del Quaternario nel Nord America per designare il periodo di tempo geologico durante il quale furono depositati i sedimenti del Pleistocene intermedio, compresi anche quelli dell'Illinoian Glacial Lobe. Esso precede lo stadio Sangamoniano e segue il Pre-illinoiano nel Nord America. Lo stadio Illinoiano viene definito come il periodo di tempo geologico durante il quale le tilliti e il deposito di dilavamento glaciale, che comprende la grande massa della Formazione di Glasford, si accumularono per creare l'Illinoian Glacial Lobe.

## Definizione
Nella loro esposizione tipo nella contea di Peoria, Illinois, i depositi illinoiani sono costituiti di tre elementi di till della Formazione di Glasford. Essi coprono eccessivamente i till Pre-illinoiani, dove lo Yarmouth Soil (paleosuolo) si è sviluppato, della Formazione di Banner. In questa esposizione, la Formazione di Glasford Illinoiana, dove il Sangamon Soil interglaciale (palesosol) si è sviluppato, è coperto dal loess dell'antico stadio Wisconsin, chiamato Roxana Silt. Un paleosuolo, detto Pike Soil, separa due degli elementi di till dentro la Formazione di Glasford.

## Correlazione
Fin dal 1986, lo stadio Illinoiano è stato interpretato come costituito di glaciazioni, L'antico Illinoniano (stadio dell'isotopo marino 8) e le tarde glaciazioni illinoiane (stadio dell'isotopo marino 6) e il periodo interglaciale intermedio (stadio dell'isotopo marino 7). In questa interpretazione, il Pike Soil viene proposto come un paleosuolo interglaciale (stadio dell'isotopo marino 7). Secondo questa interpretazione, lo stadio Illinoiano inizia circa 300.000 anni fa e termina circa 130.000 anni fa.
Tuttavia, studi posteriori dei depositi fluviali sulla Formazione Pearl e till glaciali illinoiane della Formazione Glasford, i quali riempiono un'antica e sepolta valle del fiume Mississippi nell'Illinois centro-settentrionale, dimostrarono che lo stadio Illinoiano nella sua area tipo è costituito di glaciazioni che accadevano solo durante lo stadio dell'isotopo marino 6. L'età dei sedimenti fluviali preglaciali sottostanti il till più vecchio conosciuto (Kellerville Member) della Formazione di Glasford produce date di luminescenza stimolata otticamente (OSL) che raggiungono una media di 160.000 BP. I sedimenti fluviali più vecchi, che coprono la roccia nella parte più profonda della valle vennero datati tramite l'OSL intorno a 190.000 BP. Queste date OSL dimostrano che lo stadio Illinoiano è temporaneamente equivalente solo allo stadio dell'isotopo marino 6, il quale termina a 130.000 BP, iniziando a 191.000 BP. Se lo stadio Illinoiano è limitato nella durata dello stadio dell'isotopo marino 6, il suolo di Yarmouth (paleosuolo) misura un periodo di tempo geologico equivalente allo stadio dell'isotopo marino 7, 8, 9, 10, e 11.
Lo stadio Illinoiano nel Nord America non è esattamente equivalente allo stadio Wolstoniano delle Isole Britanniche. Il Wolstoniano è equivalente allo stadio dell'isotopo marino 6, 7, 8, 9, e 10. e, perciò, iniziava circa 352.000 anni fa, terminando 130.000 anni fa. Come risultato, lo stadio Illinoiano è soltanto temporaneamente equivalente al medio e tardo stadio Wolstoniano o soltanto tardo Wolstoniano nelle Isole Britanniche. Nel Nord America, il termine "Wolstonian Stage" non viene utilizzato dai geomorfologi e geologi del Quaternario per designare i depositi glaciali e i paleosuoli giacenti tra i suoli Sangamon e Yarmouth (paleosuoli).

## Estensione
Durante lo Stadio Illinoiano, il Laurentide copriva circa l'85% dell'Illinois. Nella sua massima estensione, questo ghiacciaio raggiungeva la parte più meridionale nel Nord America vicino Carbondale (Illinois); il margine del ghiacciaio Illinoiano giaceva più a sud dell'estensione più meridionale, Contea di Douglas (Kansas), di ogni altro ghiacciaio pre-illinoiano.